# Yves Langlois (réalisateur)
Pour les articles homonymes, voir Yves Langlois et Langlois.
 (octobre 2019).
Si vous disposez d'ouvrages ou d'articles de référence ou si vous connaissez des sites web de qualité traitant du thème abordé ici, merci de compléter l'article en donnant les références utiles à sa vérifiabilité et en les liant à la section « Notes et références ».
Yves Langlois est un journaliste, monteur et réalisateur de cinéma canadien (québécois) né à Montréal. 

## Biographie
Yves Langlois est cinéaste et auteur depuis plus de 30 ans[Quand ?]. Il détient une maîtrise en Communication et psychosociologie ainsi qu’un baccalauréat en Information culturelle. Il a toujours privilégié les documents qui éveillent la conscience. Son œuvre marie le contenu et  la recherche formelle. Il s'est démarqué par ses documentaires engagés sur les autochtones, les pays du tiers-monde et les minorités en général ainsi que par ses films d'art subaquatique et de danse moderne.
Il est membre du conseil d'administration de l'Association des réalisateurs et réalisatrices du Québec (ARRQ) ainsi que de l'Observatoire du documentaire. Il a été directeur et président du Vidéographe et membre de plusieurs conseils d'administration dont Mensa Montérégie dont il a été le président. 
Il a reçu en 2009 le Grand Prix ainsi que le Prix du public au festival de films Handica de Lyon en France. Il a également reçu cette même année le Grand prix à Austin au Texas, un Merit Award au Superfest film Festival à Berkeley, Californie, deux nominations aux Prix Gémeaux et une mention d'honneur à Calgary en Alberta. En 2008, il a été honoré publiquement à la chambre des communes à Ottawa après avoir reçu le prix du meilleur long-métrage documentaire à Moscou et le prix québécois du meilleur documentaire engagé au Festival des films sur les droits de la personne de Montréal. Il a aussi reçu un prix Judith Jasmin, deux fois le prix du meilleur film canadien sur l'Afrique, un certificat de mérite à Toronto, une médaille d'argent à Berkeley en Californie, une médaille d'argent au International Film and Television Festival of New York, ainsi qu'une médaille d'or à San Francisco en Californie.
Ses films ont été diffusés, entre autres, à Radio Canada (Les Beaux Dimanches, Zone libre), TVA (Le Match de la vie, Contexte), Télé-Québec (Nord-Sud, Chacun son tour), ainsi que sur les chaînes de télévision de divers pays. Il a coréalisé la série Ici l'Afrique diffusée sur TV5 International et TV Ontario, et conçu et réalisé la série Regards d'Afrique diffusée sur le réseau mondial de TV5 Monde.
En plus de nombreux articles dans des journaux, revues et magazines, Yves Langlois a publié deux livres à titre d'auteur : Techniques d'animation sociale en vidéo et La recherche-action. Il a collaboré à la rédaction de trois autres volumes : Hymne à la tolérance, Produire en vidéo légère et L'Infonie. Il a participé à plusieurs jurys de sélection, entre autres, à Téléfilm Canada, au Conseil des arts du Canada, à Vues d'Afrique, au Conseil des arts et des lettres du Québec et au Vidéographe. Il a enseigné la réalisation notamment à Parlimage, à l'université du Québec à Montréal ainsi que dans plusieurs pays.

## Filmographie
Sauf indication contraire, Yves Langlois a monté et réalisé les documentaires suivants :

### Années 1970
- Fuera los manudos
- Tempête
- Sliammon
- Documents réalisés pour le ministère de la Santé et du Bien-être social :
  - Northwest Territories settlements
  - Medical services VTR training workshop
  - Understanding mercury poisoning
  - Teach your children well
  - Trading houses for health
- One such program
- Pow Wow
- Teach-in sur le Chili
- L'Affaire des 5 000

### Années 1980
- Le Batey
- La Patrie de l'homme fier
- Delirium
- H3O Symbole de la subdanse
- Aquarium
- AYA
- Coton
- Contact
- Juan Lara
- Algodón
- Elida
- L'Invasion
- OMO
- La Couleur de l'amour
- Montelibano
- Se nos acaba el pescado
- Anamu
- Chroniques colombiennes 2
- Pile et face
- Les Sorcières de Cerrito
- Pedro Machete
- Chambellan - Chambellan
- Une histoire de luttes
- Noirs et Blanches
- Les Patenteux d'énergie (réalisateur)
- À Baie Comeau ce soir (réalisateur)
- Trilogie Bolivienne
- Jos H (réalisateur)
- La Leçon Rayonnier (réalisateur)

### Années 1990
- Blind Date (monteur)
- Le Songe du paon-pillon
- Un pays à changer (coréalisateur)
- Regards d'Afrique
- Sourires d'Afrique
- Sensora
- Ici l'Afrique
- De la neige au soleil
- Le Cinéma de Sisyphe
- Ovarium
- Nous tous un soleil
- L'Envers de la médaille
- Balwin

### Années 2000
- Mon ami Claude
- Le dernier envol (Long-métrage ayant reçu 11 prix et mentions)
- Aventure en animation 3D (monteur)
- L'Envol du monarque
- J'veux pas aller à Saint-Charles-Borromée
- Baignade interdite
- De la noirceur à la lumière
- Des paroles dans le vent (monteur)
- Re-Pairs
- Satellites espions (monteur)
- The Mermaid's Club (History of synchronised swimming) (scènes sous-marines)
- Accidents de l'espace (monteur et coscénariste)
- Eros et compagnie (monteur)
- Eros (monteur)
- Vidéo corporatif[Quoi ?] pour le Spa Ovarium de Montréal. Filmé avec caméra sous-marine dans le Bain-Flottant
- Raôul Duguay par de là la Bittt à Tibi, réalisation : Yves Langlois, 2020[1].